# NGC 285
NGC 285 este o galaxie eliptică, posibil lenticulară, situată în constelația Balena. A fost descoperită în 2 octombrie 1886 de către Francis Leavenworth. De asemenea, a fost observată încă o dată de către Herbert Howe.